# Bilolissya
Bilolissya  (ucraniano: Білолісся) es una localidad del Raión de Bilhorod-Dnistrovskyi en el Óblast de Odesa de Ucrania. Según el censo de 2001, tiene una población de 2335 habitantes.